# Albrecht III van Saksen
Albrecht III van Saksen-Lauenburg (1281 - 1308) was van 1282 tot 1296 mede-hertog van Saksen, daarna van 1296 tot 1303 hertog van Saksen-Lauenburg en van 1303 tot 1308 hertog van Saksen-Ratzenburg. Hij behoorde tot het huis Ascaniërs.

## Levensloop
Albrecht III was de jongste zoon van hertog Johan I van Saksen en Ingeborg Birgersdotter van Bjelbo, dochter van regent Birger Jarl van Zweden. Zijn vader regeerde gezamenlijk met zijn oom Albrecht II over het hertogdom Saksen. In 1282 deed Johan I troonsafstand ten voordele van zijn drie minderjarige zoons: Johan II, Erik I en Albrecht III. Omdat ze nog niet zelfstandig konden regeren, bleef hun oom Albrecht II voorlopig de enige heerser van het hertogdom Saksen. Nadat de broers volwassen werd verklaard, bestuurden ze samen met hun oom het hertogdom Saksen.
In 1296 verdeelden Albrecht III, Johan II en Erik I samen met Albrecht II het hertogdom Saksen onderling. Erik I, Johan II en Albrecht III kregen gezamenlijk het hertogdom Saksen-Lauenburg, terwijl Albrecht II het hertogdom Saksen-Wittenberg kreeg. Albrecht III en zijn broers regeerden voorlopig het hertogdom Saksen-Lauenburg gezamenlijk, maar beslisten in 1303 om hun gezamenlijk regeringsgebied onderling te verdelen. Albrecht III kreeg het hertogdom Saksen-Ratzeburg, Johan II het hertogdom Saksen-Mölln en Erik I het hertogdom Saksen-Bergedorf-Lauenburg.
Bij zijn dood in 1308 ging een deel van zijn hertogdom naar zijn broer Erik I, terwijl zijn weduwe Margaretha van Brandenburg het andere deel van zijn hertogdom kreeg. Toen zij in 1315 ook kwam te overlijden, erfde Erik I de rest van het hertogdom Saksen-Ratzeburg. Johan II zelf wilde echter ook een deel van zijn vroegere gebieden, dus besloten hij en Erik I in 1321 hun gebieden te herverdelen. Hierbij stond Erik Bergedorf af aan Johan II. Het gebied van Johan II stond sindsdien bekend als het hertogdom Saksen-Bergedorf-Mölln en het gebied van Erik als het hertogdom Saksen-Ratzeburg-Lauenburg.

## Huwelijk en nakomelingen
In 1302 huwde Albrecht III met Margaretha van Brandenburg (1270-1315), dochter van markgraaf Albrecht III van Brandenburg. Ze kregen twee zonen, die hem merkwaardig genoeg niet opvolgden als hertog:
- Albrecht (overleden in 1344)
- Erik (overleden in 1338)